# Гримальди, Ева
Ева Гримальди (итал. Eva Grimaldi; 7 сентября, 1961, Верона) — итальянская актриса.

## Биография
Как актриса Гримальди дебютировала в 1983 году в итальянском телесериале «Drive in». В драме «Монастырь тысячи смертных грехов» 1986 года она сыграла главную роль Сюзанны, изнасилованной отцом и затем отправленной в монастырь. Также как и прочие роли она хорошо сыграла в комедии «Моя жена зверь» 1988 года и в романтическом фильме «Интимный» того же года.
В драме «Stille Tage in Clichy» 1990 года Клода Шаброля Гримальди сыграла одну из главных ролей. Во французской приключенческой комедии «Между ангелом и бесом» 1995 года она сыграла вместе Жераром Депардьё и Кристианом Клавье. В мистической драме «The Fine Art of Love: Mine Ha-Ha» 2005 года она снималась вместе с Жаклин Биссет. С 2006 года Гримальди замужем за Фабрисио Амброзо.

## Фильмография
- Грех и стыд (сериал) (2010)
- Domani è un’altra truffa (ТВ) (2006)
- Катерина и её дочери (сериал) (2005)
- Изящное искусство любви (2005)
- Салон красоты (сериал) (2001—2003)
- Поцелуй во мраке (ТВ) (1999)
- Simpatici & antipatici (1998)
- Папарацци (1998)
- Ladri si diventa (ТВ) (1998)
- Ladri si nasce (ТВ) (1997)
- Побег свидетеля (ТВ) (1996)
- Между ангелом и бесом (1995)
- Дорогие друзья-приятели (1994)
- Загоревшие 2: Год спустя (1993)
- Крестная мать 3 (ТВ) (1993)
- Cattive ragazze (1992)
- L’angelo con la pistola (1992)
- Сумасшедшие трусы (1992)
- Per sempre (1991)
- Abbronzatissimi (1991)
- Крестная мать 2 (ТВ) (1991)
- Д’Аннунцио (1985)
- Монастырь греха — (1986)
- Ferragosto O.K. (ТВ) (1986)
- Интервью (1987)
- Чёрная кобра (1987)
- Римини, Римини — год спустя (1987)
- Un sapore di paura (1988)
- Intimo (1988)
- Vincere per vincere (ТВ) (1988)
- Mia moglie è una bestia (1988)
- Delitti e profumi (1988)
- Человек-крыса (1988)
- 1989—1994 — Новые приключения Арсена Люпена (сериал)
- Паганини (1989)
- 1989 — Железные парни (сериал)
- Маска демона (1989)
- Тихие дни в Клиши (1990)
- Галантные дамы (1990)
- Прошу не беспокоиться (Вальс любви)[итал.] / Tolgo il disturbo (Valse d’amour) (реж. Дино Ризи) — Инес (1990)
- Фамильные драгоценности (1990)